# イーハトーボの劇列車
『イーハトーボの劇列車』（イーハトーボのげきれっしゃ）は井上ひさしの戯曲。井上が敬愛する宮沢賢治の生涯を描いた伝記劇である。1980年に初演され、その後も井上の創設したこまつ座をはじめ、何度も再演されている。

## 概要
22歳から35歳までの賢治の姿を4つのタイミングを題材に描く。本作の特徴は、賢治の生涯の中で描く対象をその上京に絞った点であり（本作では1918年・1921年・1926年・1931年が対象）、舞台も東京に向かう列車内と東京での滞在先のみとなっている。さらに、この「賢治伝」のパートは、実は「現世に思い残すことがありながら世を去った人々」が、来世へと向かうまでの間に演じた寸劇という構成が取り入れられている。
冒頭の口上でも述べられているが、井上は賢治の全集を読み込み、賢治作品に関連する登場人物やエピソード、フレーズを作中にちりばめた。また、全集の詳細な年譜をベースに舞台を設定し、そこにフィクションを挿入している。
近代文学者の伝記劇は井上にとって本作が初めてであったが、このあと約10年にわたって夏目漱石・樋口一葉・石川啄木・太宰治・魯迅の伝記劇を手がけることとなる。

## 主な登場人物
宮沢賢治
本作の主人公。熱心な法華経信者で、浄土真宗を信仰する父とは対立する。「理想の農村」を実現するために奔走するが…。
宮沢トシ
賢治の妹。本作で賢治が最初に上京するのは、日本女子大学校在学中に肺炎で入院した彼女の看病のためであった。
宮沢イチ
賢治の母親。賢治に同行してトシの看病に向かう。
宮沢政次郎
賢治の父親。質・古着商を営む実業家で熱心な真宗信者。信仰の対立で家出同然に上京した賢治のもとに現れ、賢治に宗論を挑む。
福地第一郎
三菱会社の社員（架空の人物）。妹・ケイ子がトシと同じ病室に入院したことで賢治と知り合う。病人には滋養が必要と肉や魚料理を妹に食べさせようとして、菜食主義の賢治と対立する。
伊藤儀一郎
花巻警察署の刑事。「農民芸術」の勉強のために上京する賢治に身分を隠して近づく。
淵沢三十郎
熊打ちの猟師。賢治の童話「なめとこ山の熊」の淵沢小十郎の弟という設定。
西根山の山男
紫紺染の製法を披露するために上京する。賢治の童話「紫紺染について」のエピソードが使用されている。
少年
風の又三郎らしき少年。
神野仁吉
人買いでサーカス団長。三十郎や山男、少年を雇う。
赤い帽子の車掌
作中に何度か登場する車掌。現世に思いを残して死んだ人々による「思い残し切符」を渡す役割を演じる。「銀河鉄道の夜」の登場人物に由来。